# 岸旗江
岸 旗江（きし はたえ、1927年2月16日 - 2008年11月17日）は、日本の女優。静岡県清水市出身。

## 来歴・人物
愛知県立熱田高等女学校卒業後、帝国銀行名古屋支店勤務を経て第1期東宝ニューフェイスで東宝へ入社。同期に三船敏郎・若山セツ子）。『戦争と平和』（1947年）で映画デビュー。東宝争議の際に指導者に従って東宝を退社する。1950年レッドパージされて以後は独立プロの作品を中心に出演した。
夫に映画プロデューサーの武田敦、娘に絵本作家の武田美穂がいる。
2008年11月17日死去。81歳没。

## 出演作品

### 映画
- 戦争と平和（1947年） - 町子 役
- 女の一生（1949年） - 陽子 役
- 俺は用心棒（1950年） - 旅の女 役
- 暴力の街（1950年） - 佐藤春枝 役
- 白昼の決闘（1950年） - 冬木俊子 役
- どっこい生きてる（1951年） - 水野の妻 役
- 箱根風雲録（1952年） - マツ 役
- 女ひとり大地を行く（1953年） - 娘・孝子 役
- ひろしま（1953年） - 岡崎看護婦 役
- 太陽のない街（1954年） - おきみ 役
- たけくらべ  (1955年)　- おはな 役
- 怒りの孤島（1958年、日映） - 吉川芳子 役
- 松川事件（1961年） - 太田の妻・抗子 役
- 紀ノ川（1966年） - 徳 役

### テレビ
- よしきたゴンちゃん（1956年-1957年、NHK）
- 新吾十番勝負（1958年 - 1960年、日本テレビ）
- 松本清張シリーズ・黒い断層 第13・14回「失敗」（1960年、KRテレビ）
- フライング・スポット（1962年2月1日、NHK総合） - 柳文
- 人形佐七捕物帳（1965年-1966年、NHK） - 千代
- 旅路（1967年-1968年、NHK） - 室伏しの
- わが青春のとき（1970年、日本テレビ）
- ミラーマン（1972年、フジテレビ） - 大川千代
  - 第26話「ミラーマン・絶体絶命!」
  - 第50話「地球最後の日」、第51話「さよならミラーマン」